# Thomas Periz de Fozes
Thomàs Périz de Fozes (o Thomas Periz nell'ortografia originale) (fl. XIII-XIV secolo) è stato un trovatore aragonese, appartenente alla classe cavalleresca, il quale ci ha lasciato due poesie in lingua occitana.
Evidentemente di lingua madre aragonese, il suo occitano è la Koinè letteraria dell'epoca classica dei trovatori (1160–1220) e era a quanto sembra erudito: in genere grammaticalmente e ritmicamente perfetto a parte alcuni errori di declinazione causati dalla sua maggiore familiarità con l'aragonese.
Thomàs viene menzionato tra i baroni di Aragona in un sirventes di Joan de Castellnou, sufficiente a mostrare come egli venisse considerato, vale a dire, un modello della pratica dell'amor cortese tra gli anni 1339 e 1343. Nel 1339 lo troviamo consigliere di Pietro IV di Aragona, il quale lo nominò amministratore della Valle d'Aran e castellano di Castell-lleons. Attraverso suo fratello, Artal de Fozes, che sposò Esclaramonda, figlia di Giacomo III di Maiorca, Thomàs viene a imparentarsi con la casa reale di Barcellona. La seconda moglie e vedova del fratello (1371), Sibil•la de Fortià, era amante e poi moglie (1377) di Pietro IV.
Thomàs cercò di usare la sua influenza a corte a beneficio dei suoi parenti quando, all'inizio del 1342, compone la poesia, Trop me desplay can vey falir, supplicando il re di essere clemente verso Giacomo III, che intendeva deporlo. Egli ammette l'orgoglio e l'infedeltà di Giacomo, che aveva rifiutato di prestare giuramento di fedeltà a Pietro, adducendo come motivazione la follia del momento che gli aveva fatto perdere la testa. Infine, si rivolge alla magnanimità del lignaggio materno e paterno di Pietro, che ha fatto guadagnare a suo padre, Alfonso IV, l'epiteto di "Il Buono", con un accorato appello diretto al re onde cercare di ottenere grazia per il suo vassallo. Alla fine, Giacomo III muore nella battaglia di Llucmajor nel 1349.
La seconda poesia di Thomàs, Si col vassayl can servex longamen, è una canso indirizzata a una Na Resplendens (Signora Splendente) menzionata nella seconda tornada della sua prima poesia. Questo senhal (nome in codice) si riferisce a una signora di alto rango sconosciuta. Il principale tema della poesia è il bisogno del poeta di "afferrare il giorno" (carpe diem):
| Valetz-me, donchs, mentre jovens m'avança, d'un joy, qu'estiers, can torn en veylezir, covendrà'm, las, tot joy d'amor jaquir, e viuré puys am trista desirança. Traduzione (non letterale): Aiutami, dunque, mentre la giovinezza è in fiore, d'una gioia, 'ché altrimenti, invecchiando devo, ahimè!, tutta la gioia d'amore abbandonare, e vivere poi con la tristezza del rimpianto. |